# علی‌آباد زیراب
علی‌آباد زیراب یک منطقهٔ مسکونی در ایران است که در دهستان باقرآباد شهرستان محلات واقع شده‌است.